# Clayton, Alabama
Clayton este un oraș și sediul comitatului Barbour din statul Alabama al Statelor Unite ale Americii.
1. ↑  2016 U.S. Gazetteer Files